# 自律機動戦車イヅナ
『自律機動戦車イヅナ』（じりつきどうせんしゃイヅナ）はTEA-CROWNより2006年12月15日に発売されたパソコン用ゲームソフト。シナリオはあまね伽名、高平鳴海、シルエットさくら、原画は白石琴似である。2007年11月25日には公式設定資料＋攻略情報集が発売された。

## 概要
女性主人公で恋愛エンディングを迎えることで男性主人公の物語をプレイすることが出来、女性主人公で選択した行動が男性主人公のストーリーに影響してくる。尚、同一セーブデータ上で女性主人公で攻略したキャラクターを男性主人公が攻略することは不可能。また誤解を招きがちであるが、男性主人公の物語は「ボーイズゲーム」と銘打たれているものの、「BL（ボーイズラブ）ゲーム」ではなく友情を描いた内容となっているので、男性主人公と男性キャラクターの恋愛エンディングは存在しない。

## ストーリー
両親を亡くし、歳の離れた兄と二人きりになった朝倉晶乃。その後、晶乃は叔母夫婦に引き取られることとなったが、兄である総一郎は彼女を置いてアメリカに留学してしまう。数年後、総一郎からの突然の提案で彼のマンションに同居する事になり、兄の勤める箱実テクノバレー学園へと転入した晶乃は幼馴染の杉田宗親、高柳肯と再会を果たす。2人は兄と極秘の研究を行っているらしいが、その内容は晶乃には明かされない。しかしある日、ふとした偶然から晶乃は彼らの開発する「自律機動車両イヅナ」の存在を知る。

## 登場人物
朝倉晶乃（あさくら あきの）
声 - 相沢舞
女性主人公。男性主人公である朝倉総一郎の妹。兄と同居する事になり、転入した箱実学園で、自律機動車両イヅナを巡る騒動に巻き込まれる。ややブラコンだが明るく元気な性格。
朝倉総一郎（あさくら そういちろう）
声 - 草尾毅
男性主人公。女性主人公である朝倉晶乃の兄。大手製薬企業・箱実が誇る天才研究員の一人で、再生治療等最先端医療の専門家。イヅナ製作者の一人で、構造において大きな役割を果たしている。重度のシスコン。
杉田宗親（すぎた むねちか）
声 - 櫻井孝宏
晶乃・総一郎の幼馴染でイヅナ製作者の一人。大雑把な性格で、掃除機は丸くかける。文武両道の天才少年。親友の高柳肯とは寮で同室である。
高柳肯（たかやなぎ こう）
声 - 福山潤
晶乃・総一郎の幼馴染でイヅナ製作者の一人。真面目で思慮深い性格。掃除機は四角くかける主義。学力優秀でスポーツも得意。
杉田正剛（すぎた まさたけ）
声 - 菅沼久義
箱実学園の1年生で、宗親の弟であり、晶乃・総一郎の幼馴染。天才である兄への強いコンプレックスを抱いている。晶乃の事が気になっている。
北川イザン（きたがわ - ）
声 - 斎賀みつき
箱実学園の1年生で、正剛のクラスメイト。アメリカ出身だが日本語堪能で奇妙に陽気な性格。箱実学園には晶乃と同じく転入してきた。
小曽根崎すぅ子（こそねざき すぅこ）
声 - 進藤尚美
箱実学園では数少ない女の子で晶乃のクラスメイト。箱実グループとは縁深い子曽根崎財閥の跡取り娘。落ち着いた言動が多く、基本的にマイペース。
エリオット・シーズニング
声 - 置鮎龍太郎
箱実グループの保安部長。総一郎の数少ない友人の一人で、アメリカ留学時のルームメイト。学生時代は情報工学分野で人工知能研究を行なっていたが、ある事件がもとでその道を離れる。
イルカ
総一郎の研究室にいる小さな男の子。言葉は話せないが、簡単な筆談はできる。イヅナと仲が良く、その開発にも多大な貢献をしているという。
十河恒人（そが つねと）
声 - 津田健次郎
十河重工の独立強襲車両「TT-IAV」開発チーム主任。次世代戦車システム選定に関わるトライアルでは、イヅナチームの強力なライバルとなる。
水晶（しゅいじん）
声 - 斎賀みつき
十河恒人の懐刀で年齢は17歳前後。
自律機動車両イヅナ（じりつきどうしゃりょう - ）
認知発達ロボティクスの観点から制作された、自ら思考し判断して動く小型のビークル。「ヒトの思考」という複雑なシステムをロボットの身体を通して再現し、その本質を探っていこうというプロジェクトのために創られた道具であり機械である。